# Spherarmadillo cavernicola
Spherarmadillo cavernicola is een pissebed uit de familie Scleropactidae. De wetenschappelijke naam van de soort is voor het eerst geldig gepubliceerd in 1960 door Stanley B. Mulaik.